# Airco DH.4
Ne doit pas être confondu avec Häfeli DH-4.
L'Airco DH.4 est un biplan biplace de bombardement de jour britannique de la Première Guerre mondiale. C'est aussi le seul avion construit aux États-Unis à avoir participé à la Première Guerre mondiale.

## Origine
Le premier cahier des charges concernant spécifiquement un bombardier de jour fut établi fin 1915 en Grande-Bretagne. Il s'agissait d'un appareil capable d’emporter des bombes en quantité suffisantes, mais aussi de pouvoir se défendre face à la chasse allemande, tant par sa vitesse que par son armement. Pour y répondre, Geoffrey de Havilland dessina derrière le nouveau moteur BHP Galloway Adriatic un biplan biplace en tandem à ailes égales décalées. Chaque plan reposait sur 2 longerons en spruce (espèce de sapin), avec revêtement entoilé et ailerons uniquement au plan supérieur. Également en bois, le fuselage recevait un revêtement de contreplaqué de 3 mm d’épaisseur à l’avant, alors qu’en arrière du poste du mitrailleur il s’agissait d’une simple poutre raidie par des cordes à piano entoilée.
Le prototype effectua son premier vol mi-août 1916 et passa ses essais officiels du 21 septembre au 12 octobre suivant. Le 15 octobre 1916 un second prototype fut envoyé en France pour essais opérationnels. Les résultats étaient prometteurs, mais le moteur, un prototype BHP de 230 ch, ne pouvait être produit en l’état. Il fut donc décidé de re-motoriser l’avion avec un moteur éprouvé, le Rolls-Royce Eagle. La première commande du Royal Flying Corps porta donc, fin 1916, sur 50 appareils équipés d’un Eagle III de 250 ch. Les premiers exemplaires furent livrés au RFC dès janvier 1917 et entrèrent en service en mars suivant. Cet appareil était bien armé : une mitrailleuse Vickers de 7,7 mm fixe avant et une Lewis de même calibre sur affût Scarff arrière. Pouvant emporter 2 bombes de 105 kg ou 4 de 40 kg, il fut rapidement très populaire auprès des équipages, tant pour ses performances que pour sa robustesse, et les commandes se multiplièrent. La puissance du moteur Eagle fut aussi augmentée, et la majorité des appareils en service fin 1917 recevaient un Eagle VIII de 375 ch. Mais face au manque chronique de moteurs d’avion Rolls-Royce Limited, et de moteurs Eagle en particulier, d’autres motorisations furent expérimentées et parfois produites en série comme les BHP de 230 ch, Royal Aircraft Factory RAF3A de 200 ch, Siddeley Puma de 230 ch ou Fiat 260 ch.

## Adopté par les États-Unis

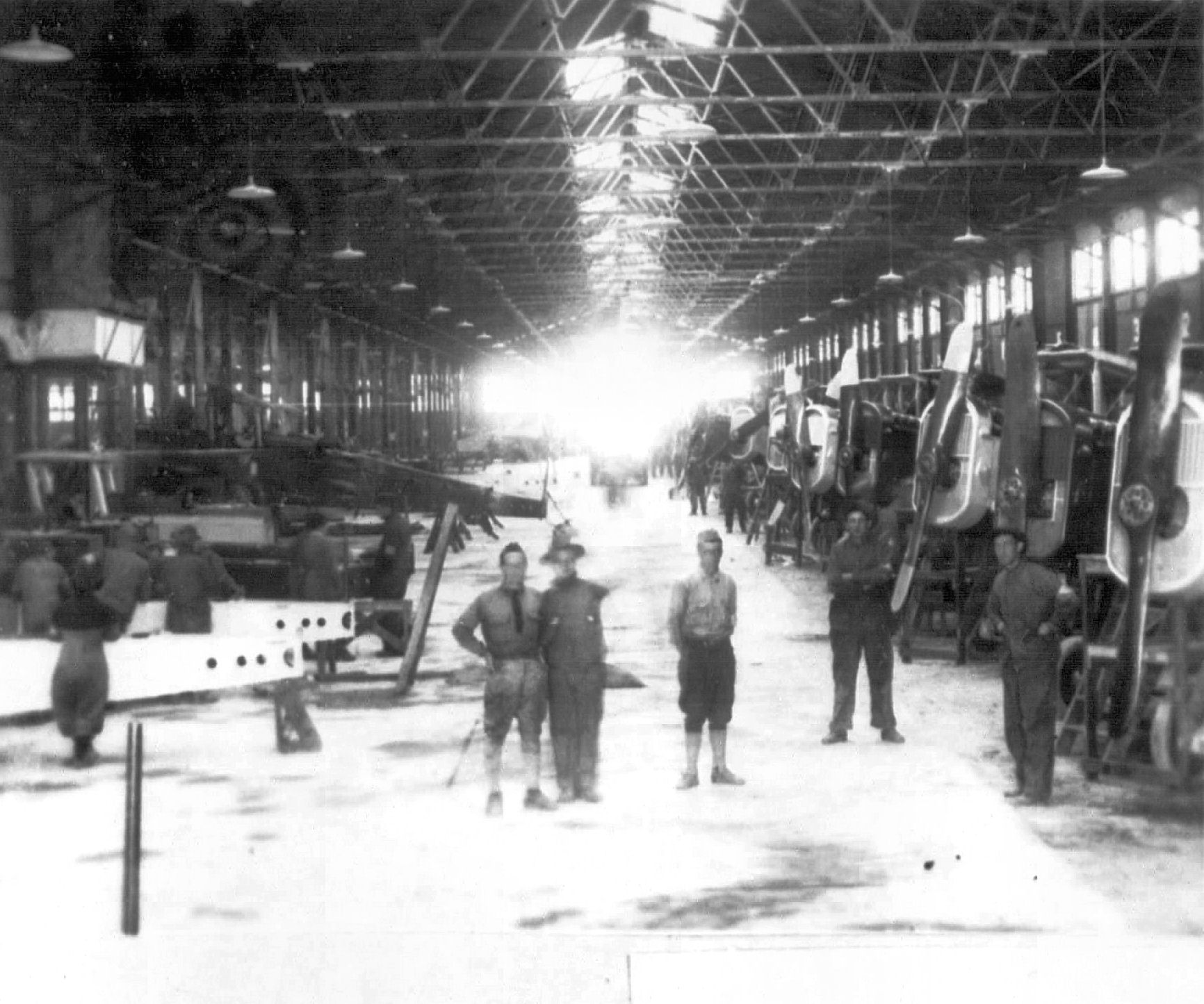
Un des bâtiments d'assemblage de DH-4 sur l'aérodrome de Romorantin.

Au moment de leur entrée en guerre en avril 1917, les États-Unis, qui ne disposaient d’aucun avion de combat susceptible d’être engagé au front, décidèrent d’acheter le DH.4, qui fut produit sous licence avec un moteur Liberty L-12 de 400 ch, 2 mitrailleuses Marlin de capot, 2 Lewis arrière. Le puissant moteur Liberty était plus lourd, donc les performances légèrement inférieures, mais l’appareil pouvait emporter 150 kg de bombes. Les équipages américains apprécièrent le « Liberty Plane » presque autant que les pilotes anglais. 9 500 exemplaires furent commandés à quatre constructeurs américains. 1 885 sont livrés en kit en France avant l’Armistice, et 1 087 assemblés à l'atelier de montage installé à Romorantin, dans le Loir-et-Cher entre le 11 mai et le 11 novembre 1918,.. Mis en service en 1918, le DH.4 fut utilisé par l’American Air Service comme bombardier mais aussi avion de reconnaissance et d'observation ou de coopération terrestre.
Le premier bombardement en piqué lors d'un appui aérien rapproché a lieu le 16 juillet 1927 lors de la bataille d'Ocotal (en) par cinq Airco DH.4 de l'United States Marine Corps Aviation attaquant les troupes d'Augusto Sandino. Environ 500 à 600 hommes assiègent la garnison de 37 Marines et 47 gardes nationaux nicaraguayens de cette cité, l'intervention de l’aviation mirent les sandinistes en déroute,.

## Utilisation civile après le conflit
Nombre d'appareils de ce type ont connu des reconversions civiles après le retour à la paix. En particulier, une des toutes premières compagnies aériennes de l'histoire, Air Transport & Travel Ltd, utilise des DH.4 réaménagés pour le transport de passagers (jusqu'à 14) et de courrier. Le 25 août 1919, un de ces avions effectue le premier vol international régulier de l'histoire, en reliant l'Aérodrome d'Hounslow (lui aussi, converti d'un usage militaire), à l'aéroport du Bourget.

## Production

### Royaume-Uni
- The Aircraft Manufacturing Company (Airco) : 915
- F.W. Berwick & Co : 100
- Glendower Aircraft Co : 101
- Palladium Autocars : 146
- Vulcan Motor and Engineering : 100
- Westland Aircraft Works : 150

### Belgique
- SABCA : 15

### États-Unis
- Boeing Airplane Corporation : 350
- Dayton-Wright Aeroplane Co : 3 106
- The Fisher Body Corporation : 1 600
- Standard Aircraft Corporation (en) : 140

### France
- Air Services Production Center, number 2: 1087 Airco DH.4 convoyés des États-Unis en pièces détachées, assemblés et armés dans le camp américain basé à Pruniers-en-Sologne (actuel Détachement air 273 Romorantin-Pruniers), de mai à novembre 1918.